# Vincent Aind
Vincent Aind (Kalchini, 30 gennaio 1955) è un arcivescovo cattolico indiano, dal 30 dicembre 2023 arcivescovo metropolita di Ranchi.

## Biografia
È nato il 30 gennaio 1955 a Kalchini, nel Bengala occidentale.

### Formazione e ministero sacerdotale
Dopo aver conseguito la laurea in economia presso il St. Joseph's College di Darjeeling, ha anche ottenuto una laurea in filosofia presso il Morning Star Regional Seminary di Barrackpore. Successivamente ha perfezionato gli studi filosofici, conseguendo una licenza in filosofia presso la Jnana-Deepa e il dottorato in filosofia presso la Pontificia Università Gregoriana a Roma. Ha compiuto gli studi di teologia presso il Seminario St. Joseph di Mangalore.
È stato ordinato sacerdote il 30 aprile 1984.
È stato consulente e membro del Consiglio diocesano per gli affari economici della diocesi di Jalpaiguri e segretario regionale della commissione del clero, dei religiosi e dei seminaristi della conferenza episcopale regionale del Bengala occidentale. È membro del gruppo editoriale e del comitato esecutivo dell'Associazione dei filosofi cristiani dell'India.

### Ministero episcopale
Il 7 aprile 2015 papa Francesco lo ha nominato vescovo di Bagdogra. Ha ricevuto la consacrazione episcopale il 14 giugno dal cardinale Telesphore Placidus Toppo, co-consacranti l'arcivescovo metropolita di Calcutta Thomas D'Souza e il vescovo di Jalpaiguri Clement Tirkey.
Il 26 settembre 2019 è stato ricevuto in udienza papale nella visita ad limina insieme ad altri presuli indiani.
Il 30 dicembre 2023 papa Francesco lo ha promosso arcivescovo metropolita di Ranchi. Il 19 marzo 2024 ha preso possesso dell'arcidiocesi.

## Genealogia episcopale
La genealogia episcopale è:
- Cardinale Scipione Rebiba
- Cardinale Giulio Antonio Santori
- Cardinale Girolamo Bernerio, O.P.
- Arcivescovo Galeazzo Sanvitale
- Cardinale Ludovico Ludovisi
- Cardinale Luigi Caetani
- Cardinale Ulderico Carpegna
- Cardinale Paluzzo Paluzzi Altieri degli Albertoni
- Papa Benedetto XIII
- Papa Benedetto XIV
- Papa Clemente XIII
- Cardinale Bernardino Giraud
- Cardinale Alessandro Mattei
- Cardinale Pietro Francesco Galleffi
- Cardinale Filippo de Angelis
- Cardinale Amilcare Malagola
- Cardinale Giovanni Tacci Porcelli
- Papa Giovanni XXIII
- Arcivescovo Pius Kerketta, S.I.
- Cardinale Telesphore Placidus Toppo
- Arcivescovo Vincent Aind